# Мицубиши лансер еволушн 10
Мицубиши лансер еволушн 10 је десета генерација еволушн лансера, спортски седан који је производио јапански произвођач Мицубиши моторс од 2007. до 2016. године.
До септембра 2005, Мицубиши је представио концепт верзију нове генерације еволушн на 39-том салону аутомобила у Токију под називом Концепт-10, дизајниран од стране Омера Халилхоџића у европском дизајнерском лого центру.
Мицубиши је представио други концепт аутомобил, Прототип-10, 2007 на Северноамеричком Међународном салону аутомобила (НАИАС).
Лансер еволушн 10 седан садржи ново дизајнирани 4Б11Т 2.0 Л турбо пуњач, четвороцилиндрични ГЕМА мотор. Снага и обртни моменат зависе од тржишта али све верзије имају најмање 280 КС (206 kW; 276 КС). (ЈДМ верзија), на Америчком тржишту има мало више. Модели у Великој Британији су прерађени од стране Мицубиши Велика Британија у складу са претходним МР еволушн који носе ознаку FQ. ВБ еволушн модели имају између 220 kW (300 КС) и 270 kW (360 КС). 
Две верзије аутомобила се нуде у САД. Лансер еволушн МР, са шестостепеним мењачем. Друга верзија је ГСР који има 5 брзина са ручним мењачем. Аутомобил такође има и нови систем погона на сва четири точка (S-АWC), напредна верзија система Мицубиши која се користи у претходној генерацији. S-АWC користи технологију за слање различите количине обртног момента на задње точкове.
Такође је представљен нови Мицубиши секвенцијални полуаутоматски шестостепени мењач са двоструким квачилом и управљачким ручицама на волану. Заменио је аутоматски мењач са типкама стога је ССТ верзија заменила ГТ-А верзију која је коришћена у еволушн 7 и еволушн 9 каравану. Такође је био доступан петостепени ручни мењач.
Еволушн 10 је у продаји од 2. октобра 2007. године у Јапану, јануара 2008. године у САД-у, фебруара у Канади (као прва верзија еволушн у Канади) и од марта 2008. године у Великој Британији. Верзија са дуплим мењачем је доспупна у Јапану од новембра 2007 године. Европа ће пратити са продајом у мају, ГСР и МР верзију укључујуђи премијум пакет. Кожа и шибер су постали стандард за аутомобил а задњи спојлер је замењен малим спојлером.

## Регија

### Јапански модели
Мотор је 4Б11Т 2.0 Л турбо четвороцилиндрични. Еволушн 10 убрзава од 0-100 km/h за 4,5 до 4,7 секунди. Алуминијум се користи у кровној плочи, хауби, предњим блатобранима и конструкцијском окриву задњег спојлера. Мотор лансирног модела је оцењен на 280 КС (206 kW; 276 КС) при 6500 обртаја у минуту на 422 Nm. Након што су прекинули уговор за израду мотора од 276 КС у Јапану, снага је повећана на 300 КС (221 kW; 296 КС) на 6500 обртаја у минуту почевши од 2009. године.
- РС - петостепени ручни мењач, 16 in (41 cm) точак

- ГСР - стандардни задњи спојлер. Петостепени ручни мењач или шестостепени аутоматски мењач (са управљачким ручицама на волану). Гуме 245/40 Р18 Јокохама АДВАН А13Ц и Енки алуминијумске фелне са 12 прореза или опционо ББС амлуминијумске фелне. Брембо диск кочнице. Стандардни С-АWЦ 4WД систем. Дупли ваздушни јастук за возача и сувозача. Стандардни имобилајзер мотора са сигурносним алармом. Опциони Мицубиши моторс Комуникациони систем (ММЦС) који садржи 30 GB хард диск, аудио/навигациони систем на 7 in (18 cm) ЛЦД екрану. Опционо Рокфорд Фосгејт премијум озвучење. Опциони кључ са даљинским откључавањем

ГСР може бити опремљен: 
- Пакет високе преформансе - Билстеин амортизери и Еибак опруге, Брембо 2 пара диск кочница, блатобрани у боји и светла за маглу

- Модеран спољни пакет - хромирана предња маска и лајсне, отвор за блатобране у боји, слетла за маглу

- Унутрашња комбинација коже - седишта исте боје као и спољашна боја

- Премијум пакет - сва 3 горенаведена пакета плус 18 in (46 cm) ББС алуминијумске фелне

- ГСР премијум - замењен премијум пакет почевши од 2009. године, али уз додат ММЦС и Рокфорд Фосгејт

- ГСР сређен релиарт - релиарт верзија је поново покренута 2007. године, ово ограничено издање за лансер еволушн је искључиво сређано од стране Мицубиши Релиарт Јапан који је опремљен петостепеним  ручним мењачем. Аеродинамични додатак укључује ново осмишљени браник од карбона испод предњег спојлера, хауба са рупом за ваздух, канал за улаз ваздуха на предњем бранику, и усисни и издувни систем који је подешен да извуче најбоље из мотора. Унутрашњост је заштићена спортском шкољком и са спортски Рикаро седиштима. У званични Релиарт изглед је укључен пакет заједно са Рокфорд Фосгејт премијум звучним системом, као и ММЦС који садржи 30 GB хард диск, аудио и навигациони систем са екраном од 7 инча. Његов мотор има максималну снагу 300 КС (304 КС; 224 kW) или више[12]

- Последње издање - у основи еволушн ГРС, са петостепеним ручним мењачем, црним кожним Рикаро седиштима и црвеним шавовима, точковима од 18 инча, Билстеин и Еибак амортизерима, Брембо кочницама уз обавезну ознаку последње издање и плочицом са бројем. Направљено их је само 1000.[13]

### Северноамерички модели
Мотори од 295 КС (217 kW; 291 КС) на 6500 обртаја у минуту и 407 Nm
- ГСР - исти као и јапански модел ГРС само са великим спојлером (доступан само са петостепеним ручним мењачем)

- МР - шестостепени аутоматски мењач. Еибак опругама, 18 инча ББС алуминијумским фелнама, ксенон светлима. Велики задњи спојлер у боји. Кожна или антилоп седишта. Електронско откључавање аутомобила и стартовање мотора без кључа, аудио контроле на волану. Блутут слушалица и препознавање гласа

- МР премијум - класичан МР са Рокфорд Фосгејт аудио и навигациони ситем са 9 звучника[14]

- МР туринг - (2010) главна разлика од стандардног МР-а је задњи спојлер, грејачи у седишту са пуном кожом и шибер

- СЕ - касна 2010-2011. година, комбинација сва 3 модела из 2010, кључне карактеристике су ГСР предња маска и унутрашњост, задња маска, шестостепени аутоматски мењач, Еибак опруге и Билстеин амортизери, спојлер са задње стране и грејачи у седишту. Само 340 их је произведено у САД. Специјални кључ са серијским бројем и признање Шин Курихара сваком норучиоцу овог аутомобила

- Последње издање - (2015. година) произведено је 1600 јединица са 18 инча, Енки црним фелнама, 303 КС, црна унутрашњост са црвеним шавовима, црни кров и последње издање ознака

Опциони пакети
- (ГСР само) - ксенон осветљење са ручним нивелисањем, велики задњи спојлер (почео 2011. године и од тада је стандард код свих модела), кључ за централно закључавање и стартовање мотора без кључа, 750 W Рокфорд Фосгејт озвучење, држач за дискове и цд плејер, сателитски радио

- (ГСР само Канада) - Билстеин амортизери, Еибак опруге, дупли кочиони дискови, ББС фелне и велики спојлер

- (МР и МР туринг) - ММЦС, навигациони систем, двд/цд плејер, мултифункционални 7 инча ЛЦД екран осетљив на додир, 650 W Рокфорд Фосгејт аудио систем, сателитски радио

### Велика Британија модели
Модели у Великој Британији су задржали име еволушн 10
- ГС - основни јапански ГСР са Енки или ББС фелнама, петостепени ручни мењач, ММЦС, Рокфорд Фосгејт премијум аудио систем, ауx улаз за иПод/МП3

- ГСТ ССТ - (FQ-300, FQ-330) - ГСР FQ-300 са шестостепеним аутоматским мењачем и три мода вожње (нормална, спортска и супер спортска), ГСР ССТ FQ-330 је избачен из производње 2009. године.[15]

Варијанте FQ модела
- FQ-300 - мотор са 300 КС (221 kW; 296 КС) на 6500 обртаја у минуту и обртни моменат 407 Nm

- FQ-330 - мотор са 329 КС (242 kW; 324 КС) на 6500 обртаја у минуту и обртни моменат 437 Nm

- FQ-360 - мотор са 359 КС (264 kW; 354 КС) на 6500 обртаја у минуту и обртни моменат 492 Nm

- FQ-400 - мотор са 409 кс (301 kW; 403 КС) на 6500 обртаја у минуту и обртни моменат 525 Nm.[16] Укључује петостепени ручни мењач, 6 кочионих чељусти, побољшане кочнице и 18 инча фелне са Тојо Проксис Р1Р летњим гумама или Тојо Сноупрокс С953 зимским гумама. Процењује се да их је израђено 100 аутомобила.[17] Са убрзањем од 0-100 km/h са временом 3,8 секунде и максималном брзином од 249 km/h. Стандардна опрема обухвата све, блутут слушалицу, цд/двд плејер, сателитска навигација и затамњена стакла. Додатне погодности попут централног закључавања, аутоматским светлима и брисачима. Доступан је од јуна 2009. године. Цена овог аутомобила износи 49,999 фунти.[18]

- FQ-440 МР - мотор са 446 КС (328 kW; 440 КС) на 6500 обртаја у минуту и обртни моменат 559 Nm.[19] Избачен је из производње 2014. године као специјално издање са направљених само 40 аутомобила. Доступан је само у белој боји и кошта 50,000 фунти.

### Европски модели
Убрзање: 0–100 km/h 4,8 секунди са 1,560 кг; и 4.9 секунди са 1,600 кг мотор снаге 295 КС (217 kW; 291 КС) са 6500  обртаја у минуту и обртни 366 Nm.
- ГСР -  петостепени ручни мењач или шестостепени аутоматски мењач

- МР ТЦ-ССТ - шестостепени аутоматски мењач. Еибак опруге и Билстеин амортизери. 18-инча ББС алуминијумске фелне. Ксенонска светла високог интензитета. Мицубиши мулти комуникацијски систем.

### Бразилски модели
Лансер еволушн 10 стигао је у Бразил 2008. године и продаје се само са двоструком мењачем.
- ГСР - шестостепени аутоматски мењач, 18-инча ББС алуминијумским фелнама, Рикаро тркачким седиштима, 7 инча мултимедијски систем.

- Карбонска серија - базирана на ГСР верзију, специална серија лимитирана на 40 примерака са карбонским влакнама. Улазни и излазни отвори на хауби, огледала, вентилатор у задњем делу, предњи спојлер и ослонац плоче и нови задњи спојлер. Они прате ББС фелне у сивој боји и затамњена стакла.

- 2015 Џон Исотн издање - специјално дизајниран за бразилско тржиште, чије последње издање долази са 340 КС (335 КС; 250 kW) и 475 Nm, маске у црвеној боји и ограничен је на 100 примерака.

### Аустралски / Нови Зеланд модели
Мотор са  295 КС (217 kW; 291 КС) на 6500 обртаја у минуту и обртни моменат 407 Nm.
- ГСР – петостепени или шестостепени аутоматски мењач

- МР – шестостепени аутоматски мењач. Еибак опруге и Билстеин амортизери. 18-инча ББС алуминијумске фелне, 2 предње кочнице, алуминијумски задњи спојлер, аутоматско изједначавање ксенонских светла високог интензитета. Мицубиши мулти комуникациони систем, комбинација са кожним седиштима и са грејачима на предњим седиштима

- Батхурст издање – тим Мицубиши Релиарт Аустралија унапређена/надограђена верзија еволушн 10 са излазном снагом од 336 КС (331 КС; 247 kW) и 436 Nm. Тим Мицубиши Релиарт (ТМР) Батхурст издање је најјачи тркачки лансер еволушн 10 који се нуди у Аустралији као нови аутомобил. Батхурст издање је доступан са стандардним петостепеним ручним мењачем или са брзим шестостепеним аутоматским мењачем са двоструким квачилом, са ограниченим бројем погона од само 100 јединица.

- Последње издање - верзија за слање ће се израдити у 1000 примерака и 150 ће се доставити Аустралији, 350 Канади и само 30 примерака ће бити доступно на Новом Зеланду. Модел је базиран на еволушн ГСР-у, а ово издање с пет брзина и са црним кожним Рикаро седиштима с црвеним шавовима, 18-инча ББС фелнама, Еибак опругама и Билстеин амортизерима, Брембо кочницама, заједно са ознаком последње издање и нумерисаном плочом. Овај модел има 'побољшану снагу мотора' (у односу на ГСР модел) са излазном снагом од 226 kW (307 ПС; 303 КС) и 414 Nm.[20]

### Сингапур модели
- РС - петостепени ручни мењач

- ГСР ССТ

### Филипини модели
Филипини су добили еволушн 10 у новембру 2008. године. Модели су скоро исти као МР туринг
- ГСР - петостепени ручни мењач

- МР - шестостепени аутоматски мењач

### Малезија модели
У Малезији лансер еволушн 10 је доступан само са шестостепеним аутоматским мењачем. Предње таблице се налазе или у центра или са десне стране. 2009. године Краљевска Малезијска полиција је купила неколико лансера еволушн 10 са петостепеним ручним мењачем које користе за брзе потере.

## Последње издање
Еволушн 10 последње издање је доступно у Јапану где је произведено 1000 модела са ограниченим могућностима прилагођавања. 150 модела је било доступно на тржишту Аустралије. Само 350 модела Мицубиши лансер еволушн 10 је продато у Канади, док је у САД продато 1600 модела.